# Jerzy Wicher
Jerzy Janusz Wicher (ur. 15 lutego 1936 w Warszawie, zm. 16 czerwca 2023) – polski inżynier mechanik, profesor doktor habilitowany nauk technicznych, specjalista w zakresie dynamiki pojazdów oraz bezpieczeństwa czynnego i biernego w ruchu drogowym. 

## Życiorys
Absolwent VI Liceum Ogólnokształcącego im. Tadeusza Reytana w Warszawie (1954) i studiów wyższych na Wydziale Samochodów i Maszyn Roboczych Politechniki Warszawskiej (1960, tytuł zawodowy magistra inżyniera mechanika). W latach 1960–1965 pracował jako konstruktor w Zakładach Mechanicznych Fort-Wola im. M. Nowotki w Warszawie. W 1965 rozpoczął pracę w Instytucie Podstawowych Problemów Techniki Polskiej Akademii Nauk, gdzie uzyskał stopień naukowy doktora na podstawie rozprawy Modyfikacja metody linearyzacji statystycznej do doświadczalnego badania własności dynamicznych nieliniowych układów mechanicznych (1971), a następnie  doktora habilitowanego na podstawie pracy Problemy identyfikacji systemów technicznych ze szczególnym uwzględnieniem układów mechanicznych (1976). W 1984 otrzymał tytuł profesora nauk technicznych. 
Od 1989 pracownik naukowy Instytutu Pojazdów Politechniki Warszawskiej, funkcjonującego na Wydziale Samochodów i Maszyn Roboczych PW, w latach 1989–1996 zastępca dyrektora Instytutu Pojazdów ds. naukowych, w latach 1997–1999 dyrektor tego instytutu. W latach 1993–2005 pełnił funkcję kierownika Zakładu Samochodów. Początkowo profesor nadzwyczajny, następnie od 2001 profesor zwyczajny Politechniki Warszawskiej. W latach 2008–2020 zatrudniony w Przemysłowym Instytucie Motoryzacji.
Autor książki Bezpieczeństwo samochodów i ruchu drogowego (Warszawa 2002, ISBN 83-206-1461-9; wydanie drugie rozszerzone 2004, ISBN 83-206-1536-4; wydanie trzecie rozszerzone 2012, ISBN 978-83-206-1835-8).
Pochowany na cmentarzu komunalnym Północnym w Warszawie (kwatera W-XI-3, rząd 1, grób 6).

## Odznaczenia
- Krzyż Kawalerski Orderu Odrodzenia Polski[1]
- Złoty Krzyż Zasługi[1]
- Medal Komisji Edukacji Narodowej[1]